# Stina Blomgren
Stina Johanna Blomgren, född 17 maj 1973, är en svensk journalist, utrikeskorrespondent, författare och dokumentärfilmare.

## Verksamhet
Blomgren utbildades till journalist vid Stockholms universitet. Hon har även studerat i England och Nederländerna.
Blomgren nominerades till priset Guldspaden 2008 för boken Svart notis. Boken recenserades och uppmärksammades i en lång rad tidningar, på sajter och i radio och fick överlag uppskattande omdömen.
Blomgren är utrikesreporter på SVT. Under åren 2013–2016 var hon SVT:s korrespondent baserad i Kairo, Egypten. Hon var SVT:s Mellanöstern-korrespondent baserad i Beirut, Libanon, 2016–2021. Stina Blomgren bevakar bland annat Mellanöstern och Nordafrika och är primärt verksam på Sveriges Televisions Aktuellt, Rapport, Korrespondenterna och Morgonstudion samt i samhällsprogrammen Agenda och tidigare i Faktum.
Som korrespondent och utrikesreporter i Mellanöstern och Nordafrika har hon rapporterat från länder som Syrien, Saudiarabien, Iran, Qatar, Irak, Jemen, Egypten, Tunisien, Libanon, Jordanien, Israel, Palestina och Turkiet.[källa behövs]
Hon har tidigare varit bland annat utrikesredaktör, utrikesreporter och ekonomireporter på SVT. Under flera år var hon anställd och verksam på Dagens Nyheter som reporter och redaktör.
Den 15 mars 2019 nominerades hon, tillsammans med fotograf Pernilla Edholm, till "Röda Korsets Journalistpris" för reportaget "Så är livet i Douma – två månader efter misstänkta kemattacken" i SVT.
Den 29 mars 2021 nominerades hon, samt fotograferna Tilo Gummel och Pablo Torres till Röda Korsets journalistpris för sin rapportering om den kraftiga explosionen i Beirut (2020).

## Uppmärksammade arbeten
- År 2004 sändes hennes dokumentärfilm Billiga människor i SVT.[7] Den handlade om papperslösa migrantarbetare (utan uppehållstillstånd) i Europa.

- I september 2008 gav Atlas förlag ut boken Svart notis,[8] som handlar om papperslösa migranter i Sverige.

- I februari 2010 avslöjade hon att Sveriges regering och handelsminister Ewa Björling försöker sälja flyktingsövervakningsutrustning till diktaturen i Libyen. Reportaget sändes i SVT:s Korrespondenterna[9] och fick stor uppmärksamhet, bland annat i riksdagen, andra medier och i en lång rad bloggar. För detta arbete tilldelades Blomgren också ett särskilt hedersomnämnande av Röda Korset vid en prisceremoni 2011. [10]